# Судраґі
Судраґі (пол. Sudragi) — село в Польщі, у гміні Серпць Серпецького повіту Мазовецького воєводства.
Населення — 318 осіб (2011).

## Демографія
Демографічна структура станом на 31 березня 2011 року:
|          | Загалом | Допрацездатний вік | Працездатний вік | Постпрацездатний вік |
| -------- | ------- | ------------------ | ---------------- | -------------------- |
| Чоловіки | 152     | 34                 | 104              | 14                   |
| Жінки    | 166     | 47                 | 81               | 38                   |
| Разом    | 318     | 81                 | 185              | 52                   |